# ژوزفا ایلویلو
ژوزفا ایلویلو (انگلیسی: Josefa Iloilo؛ ۲۹ دسامبر ۱۹۲۰ – ۶ فوریهٔ ۲۰۱۱) یک سیاست‌مدار اهل فیجی بود.